# Мултипрактик
Мултипрактик је вишенамјенски кухињски апарат сличан блендеру. Од блендера се разликује по замјењивим додацима који се користе по потреби, обликом чиније која је шира и краћа и подеснија за рад са чврстим или получврстим намирницама. Такође, за разлику од блендера, за рад мултипрактика није потребна додатна течност. Појавом ове машине је омогућена бржа обрада различитих врста намирница. Тако се њиме могу мијесити, мијешати, циједити, сјецкати, мљети, гњечити, рибати, стругати и на други начин обрађивати разне врсте намирнице: воће и поврће, месо, млијечне прерађевине, пудинзи, чоколаде и слично. Због тога се њиме могу припремати разне врсте јела и напитака.
Изумљен је у Њемачкој 1919. године и радио је на ручни погон, док се први електрични појавио 1946. Већ око 1930. био је неизоставан у кухињама у кућама имућнијих особа, док је у широку употребу ушао 1950. 